# Villiers-sous-Praslin

Villiers-sous-Praslin este o comună în departamentul Aube din nord-estul Franței. În 1 ianuarie 2022 avea o populație de 68 de locuitori.